# Globularia ascanii
Globularia ascanii Bramwell & Kunkel – gatunek rośliny z rodziny babkowatych (Plantaginaceae Juss.). Występuje endemicznie na hiszpańskiej wyspie Gran Canaria w archipelagu Wysp Kanaryjskich.

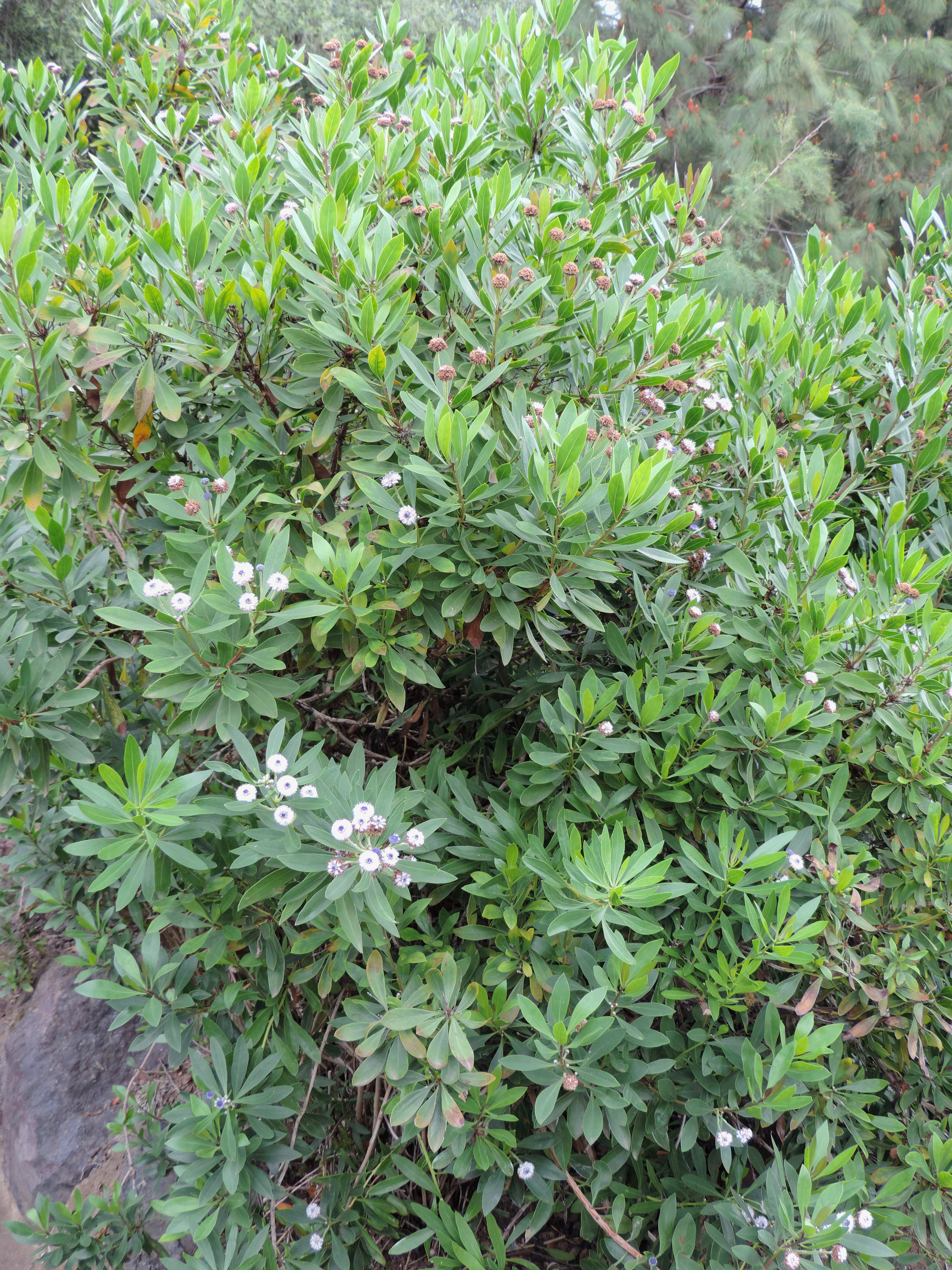
Pokrój

## Morfologia
PokrójNiewielki krzew.

## Biologia i ekologia
Występuje na wysokości 900–1150 m n.p.m. Zasięg występowania ograniczony jest do wysokich skał w masywie Tamadaba, północno-zachodniej części wyspy Gran Canaria. Znany jest z trzech oddzielnych subpopulacji położonych między szczytami Guayedra a Faneque.
Rośnie w trudno dostępnych szczelinach oraz półkach skalnych turni. Występuje w takich zespołach roślinności jak Greenovio-Aeonietum caespitosi, w niższych partiach występowania Pinetum canariensis subas. ericetosum arboreae, z trawiastą roślinnością i elementami "Monteverde" oraz lasów ciepłolubnych Visneo mocanerae-Arbutetum canariensis i Mayteno-Juniperion canariensis z dużym oddziaływanie wiatrów. Często towarzyszącymi gatunkami są sosna kanaryjska (Pinus canariensis), Cistus ochreatus, Erica arborea, Viburnum rigidum, Ilex canariensis, Olea cerasiformis, Cheirolophus arbutifolius, Teline rosmarinifolia ssp. eurifolia, Cistus monspeliensis, Greenovia aurea oraz Babcockia platylepis.
Ma ograniczone możliwości rozmnażania wegetatywnego – poprzez rozłogi. Kwitnie od połowy kwietnia do lipca, natomiast owoce wydaje od przełomu czerwca i lipca aż do października.

## Ochrona
W Czerwonej księdze gatunków zagrożonych został zaliczony do kategorii CR – gatunków krytycznie zagrożonych wyginięciem. Gatunek został sklasyfikowany w tej kategorii, ponieważ jego zasięg występowania jest mniejszy niż 100 km² – obszar, na którym rośnie, zajmuje powierzchnię 4 km². Jego populacja jest mocno rozdrobniona. Jej liczebność nadal ma tendencję spadkową, a zasięg gatunku cały czas się pomniejsze między innymi ze względu na wypas zwierząt i oddziaływania turystyki. Całkowita populacja składa się z 38 osobników znajdujących się w trzech subpopulacjach (30 okazów w jednej oraz pięć i trzy w pozostałych). Ze względu na duże rozdrobnienie populacji, posiada ona bardzo małą plastyczność z ekologicznego punktu widzenia. Gatunek wydaje się być nie zdolny do kolonizacji nowych obszarów.
Głównymi zagrożeniami dla tego gatunku są wypas kóz, obecność człowieka ze względów rekreacyjnych, osuwiska, susze oraz naturalna konkurencja.
Globularia ascanii znajduje się na liście gatunków priorytetowych w załączniku II dyrektywy siedliskowej oraz w załączniku I konwencji berneńskiej. Gatunek jest także wymieniony jako krytycznie zagrożony w Hiszpańskiej Czerwonej Księdze. Ma też status gatunku "En peligro de extinción" w krajowych i regionalnych katalogach gatunków zagrożonych.
Występuje na obszarze chonionym SCI – Parque Natural de Tamadaba. Ponadto jest uprawiany, a nasiona są przechowywane w banku nasion w Ogrodzie Botanicznym Viera y Clavijo.